# Documentum Neapolitanum

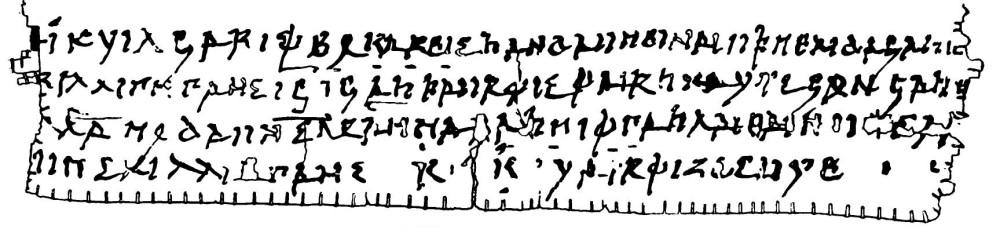
Documentum Neapolitanum, gocki dokument z VI wieku

Documentum Neapolitanum (skrót Naples) – papirusowy dokument w języku gockim zawierający podpisy czterech osób. Zachował się w stanie fragmentarycznym, datowany jest na rok 551, przechowywany jest w Neapolu. Facsimile fragmentu zostało wydane w 1888 roku.
Pismo, jakim sporządzony został dokument, bardzo się różni od Srebrnej Biblii. Niektóre litery uzyskują inne kształty, które zdradzają wpływy pisma runicznego. Zachodzą również różnice gramatyczne. Nastąpiła zamiany litery e na i, litera o służy tutaj do oddawania łacińskiej litery u. W nominatywie zaginęło końcowe s, „ufitharjis” oraz „wiljareþs” z kodeksu Argenteus uzyskują tutaj formy: „ufitahari” oraz „wiljariþ”. Zmiany te ilustrują ewolucję, jaką przeszedł gocki język od czasów Wulfili.
Dokument jest zapisem transakcji pomiędzy klerykiem z Hagia Anastasis, ariańskiej katedry w Rawennie, a niejakim Piotrem, który pożyczył kościołowi 120 szylingów. Kościół postanowił uregulować dług poprzez przekazanie kawałka ziemi wartego 180 szylingów i żądanie 60 szylingów dla siebie. Documentum Neapolitanum jest jednym z dwóch najstarszych zachowanych germańskich dokumentów, dotyczących transakcji pieniężnej. Drugim takim dokumentem, powstałym w tym samym czasie, jest Documentum Aretinum.
Tekst wraz z przekładem na język niemiecki został opublikowany w dodatkach do Die Gotische Bibel.